# Eleições parlamentares europeias de 1981 (Grécia)
As eleições parlamentares europeias de 1981 na Grécia foram realizadas a 18 de Outubro para eleger os 24 assentos do país para o Parlamento Europeu. Estas foram as primeiras eleições após a adesão da Grécia à Comunidade Económica Europeia.

## Resultados Oficiais
| Partido                 | Partido                                | Votos     | %               | Deputados |
| ----------------------- | -------------------------------------- | --------- | --------------- | --------- |
|                         | Movimento Socialista Pan-helénico      | 2 278 030 | 40,12 / 100,00  | 10 / 24   |
|                         | Nova Democracia                        | 1 779 462 | 31,34 / 100,00  | 8 / 24    |
|                         | Partido Comunista da Grécia            | 729 052   | 12,84 / 100,00  | 3 / 24    |
|                         | Partido Comunista da Grécia (Interior) | 300 841   | 5,30 / 100,00   | 1 / 24    |
|                         | Partido do Socialismo Democrático      | 241 666   | 4,26 / 100,00   | 1 / 24    |
|                         | Partido Progressista                   | 111 245   | 1,96 / 100,00   | 1 / 24    |
|                         | Democracia Cristã                      | 65 056    | 1,15 / 100,00   | 0 / 24    |
|                         | União do Centro Democrático            | 63 673    | 1,12 / 100,00   | 0 / 24    |
|                         | Partido Liberal                        | 59 141    | 1,04 / 100,00   | 0 / 24    |
|                         | Outros                                 | 49 495    | 0,87 / 100,00   | 0 / 24    |
| Votos Inválidos         | Votos Inválidos                        | 74 683    | 1,30 / 100,00   |           |
| Total                   | Total                                  | 5 752 344 | 100,00 / 100,00 | 24 / 24   |
| Eleitorado/Participação | Eleitorado/Participação                | 7 059 778 | 81,48 / 100,00  |           |
| Fonte                   | Fonte                                  | [ 1 ]     | [ 1 ]           | [ 1 ]     |